# Померанчук, Исаак Яковлевич
Исаа́к (Ю́зик) Я́ковлевич Померанчу́к (7 (20) мая 1913, Варшава — 14 декабря 1966, Москва) — советский физик-теоретик, академик АН СССР (1964; член-корреспондент 1953).

## Биография
Родился в Варшаве в еврейской семье. Его отец, Яков Исаакович Померанчук (1887—1934), уроженец Брест-Литовска, был инженером-химиком; мать, Амалия Давидовна (1887—1958), родом из Варшавы — зубным врачом. В 1918 году семья переехала в Ростов-на-Дону, в 1923 году — на станцию Переездная, затем в Рубежное, где он в 1927 году окончил школу-семилетку. В 1929 году И. Я. Померанчук окончил фабрично-заводское училище (ФЗУ) при Рубежанском химическом заводе (основателем и первым директором этого училища с 1925 года — впоследствии профтехучилище № 5 и профессиональный электрохимический лицей — был его отец, Яков Исаакович Померанчук). На протяжении двух лет работал аппаратчиком хлорного цеха на местном химкомбинате. В 1931 году поступил в Ивановский химико-технологический институт, откуда после второго курса перевёлся на физико-механический факультет Ленинградского политехнического института. В 1935 году сдал теорминимум Ландау, став четвёртым в списке.
Окончил Ленинградский политехнический институт (1936).
Работал в Харьковском физико-техническом институте (УФТИ), учебных институтах Москвы и Ленинграда. В 1940—1943 работает в Физическом институте АН СССР, в 1943—1946 — в Лаборатории № 2 АН СССР. С 1946 руководитель теоретического отдела Лаборатории № 3 АН СССР (впоследствии Института теоретической и экспериментальной физики) и профессор Московского инженерно-физического института.
В 1937 году вместе с А. И. Ахиезером развил первую количественную теорию рассеяния фотонов полем ядра. В 1937 году совместно со Львом Ландау разработал теорию электропроводности металлов при низких температурах.
В том же 1937 году в рамках Дела УФТИ был исключён из комсомола «за связь с Ландау». Переехав из Харькова в Москву устроился на работу в Кожевенный институт, где защитил кандидатскую диссертацию на тему «Рассеяние медленных нейтронов в кристаллической решётке». Впоследствии возглавил теоретический отдел в Институте теоретической и экспериментальной физики, организованном А. И. Алихановым.
В 1940 году защитил докторскую диссертацию на тему «Теплопроводность и поглощение звука в диэлектриках».
В 1944 году совместно с Д. Д. Иваненко предсказал синхротронное излучение за что был удостоен Сталинской премии за 1950-й год. Внёс значительный вклад в создание советских ядерных реакторов и, в частности, в диффузионную теорию реактора.
В 1946 году И. Я. Померанчук выступил основателем и научным руководителем теоретического отдела Лаборатории № 3 АН СССР (Теплотехническая лаборатория АН СССР, ИТЭФ им. Алиханова) и руководил им со дня основания до последних дней жизни. Одновременно с 1946 года он работал профессором кафедры теоретической физики Московского механического института (ММИ, МИФИ).
В 1950 предсказал эффект отрицательного значения теплоты плавления твёрдого 3He при низких температурах (эффект Померанчука). В конце 1940-50 гг. в сотрудничестве с А. И. Ахиезером и Е. Л. Фейнбергом развил теорию дифракционного рождения частиц. Внёс крупнейший вклад в теорию дифракционного рассеяния частиц на ядрах. После войны возглавлял группу, занятую решением совершенно-секретной проблемы точного расчёта энергетического баланса водородной бомбы.
Он был основателем и в течение ряда лет руководителем теоретических групп в Институте атомной энергии им. И. В. Курчатова и в Лаборатории ядерных проблем Объединённого института ядерных исследований; его влияние плодотворно сказалось на выборе основных направлений их работ.
В 1955 году подписал «Письмо трёхсот».
В 1958 году сформулировал теорему о равенстве сечений взаимодействия частицы и античастицы с нуклоном при предельно высоких энергиях (теорема Померанчука), создав новое направление в физике частиц — Физику асимптотически высоких энергий. Его именем назван эффект Ландау — Померанчука — Мигдала.
Создал школу физиков-теоретиков.
Когда в 1965 врачи установили у него рак пищевода и стали проводить облучение опухоли гамма-квантами кобальта, он инициировал работы по радиационной терапии на протонных ускорителях, поскольку протонный пучок в меньшей степени повреждает здоровые ткани, чем пучки гамма-квантов и электронов. Медицинский пучок на протонном ускорителе ИТЭФ заработал через 3 года после смерти Исаака Яковлевича. За истекшие десятилетия на нём прошли облучение свыше тысячи пациентов.
Над последней своей научной статьей он продолжал работать до последних дней жизни. Всего за эти тридцать лет им были опубликованы свыше 130 трудов, многие из которых открыли новые направления и в теоретической физике, и в экспериментальной физике, и в технике.
Лауреат Сталинских премий (1950, 1952).
Скончался от рака аорты 14 декабря 1966 года. Похоронен в г. Королеве Московской области на Болшевском кладбище.

## Награды
- орден Ленина
- орден Трудового Красного Знамени (27.03.1954)
- орден «Знак Почёта»

## Память
На здании ИТЭФ в Москве установлена мемориальная доска по эскизу академика А. Б. Мигдала. С 1998 года ежегодно международная премия им. Померанчука присуждается одному российскому и одному иностранному учёному за работы по теоретической физике. В его честь была названа псевдочастица померон.

## Труды
- Некоторые вопросы теории ядра. — М.: Гостехиздат, 1948; 1950.
- Введение в теорию нейтронных мультиплицирующих систем (реакторов) (совместно с А. И. Ахиезером)
- Собрание научных трудов. В 3 т. — М.: Наука, 1972.